# Bertoldo Klinger
Bertoldo Ritter Klinger (Río Grande, 1 de enero de 1884 - Río de Janeiro, 31 de enero de 1969) fue un militar brasileño. Tuvo el grado de general de división del Ejército Brasileño y fue comandante en la Revolución Constitucionalista de 1932.

## Biografía
Nació en la ciudad de Río Grande, provincia de Río Grande del Sur. Hijo de Antonio Klinger, inmigrante austriaco propietario de una cervecería, y Susana Ritter Klinger, descendiente de alemanes. Residió hasta 1899 en Río Grande hasta su ingreso en la Escuela Preparatoria y de Táctica de Río Pardo. En 1901 es transferido a la Escuela Militar de Praia Vermelha en Río de Janeiro de la que se graduó en 1903 con el grado de alférez. En 1904 participó en la revuelta de la vacuna siendo apresado y readmitido en el ejército al año siguiente tras haber sido amnistiado.
En 1910 viajó a Alemania en un intercambio estudiantil y en 1913 regresó a Brasil y ayudó a fundar la revista A Defesa Nacional. La influencia alemana en la publicación hizo que Klinger y otros responsables de la revista sean apodados jocosamente como los "jóvenes turcos".
Durante la revolución paulista de 1924, Klinger fue apresado acusado de colaborar con los rebeldes y, también, fue apresado por los rebeldes acusados de ser un traidor al movimiento. Sin embargo, luego fue claro en oponerse a actuar en la represión a aquel movimiento tenentista que luego formaría la Columna Prestes. En 1930, estuvo contra el movimiento que buscó derrocar al presidente Washington Luís aunque tuvo contactos con elementos de la Aliança Liberal. Sin embargo, durante la revolución de 1930 participó activamente en el grupo militar que hizo el golpe de Estado. Como resultado, fue designado jefe de policía del Distrito Federal y terminó apoyando el gobierno provisional de Getúlio Vargas.
En 1932, alejado ya del gobierno provisional, se unió a los grupos que conspiraban contra el gobierno de Vargas que daría lugar a la Revolución Constitucionalista de 1932 del que sería el Comandante Supremo del Ejército Constitucionalista. Tras la derrota del movimiento, fue exiliado a Portugal hasta 1934 cuando recibió la amnistía. Fue reincorporado al ejército en 1947. Apoyó el golpe que derrocó al presidente João Goulart e implantó el régimen militar en el país. 
En agosto de 1965 fue admitido en la Orden del Mérito Militar con el grado de comendador y falleció en Río de Janeiro en 1969 siendo sepultado en el cementerio Inhaúma.